# 北海道ジェイ・アール・サービスネット
株式会社北海道ジェイ・アール・サービスネット（ほっかいどうジェイ・アール・サービスネット）は、北海道札幌市中央区に本社を置く北海道旅客鉄道（JR北海道）グループの企業、子会社。2007年（平成19年）12月1日、グループ企業の北海道ジェイ・アール・トラベルサービスを吸収合併。また、2017年（平成29年）2月1日、グループ企業のジェイ・アール道東トラベルサービスを吸収合併した。

## 沿革
- 1988年（昭和63年）4月1日 - 国鉄分割民営化に伴い日本交通観光社（法人としては現在のジェイアールバステック）北海道支社を分社化、日交観北海道設立・営業開始。
- 2000年（平成12年）11月1日 - 札幌駅、新札幌駅のJRバス窓口業務及び江別駅バス誘導業務をジェイ・アール北海道バスに移管。
- 2001年（平成13年）4月1日 - 社名を北海道ジェイ・アール・サービスネットに変更。
- 2007年（平成19年）12月1日 - JR北海道グループ企業の北海道ジェイ・アール・トラベルサービスを吸収合併。これに伴い本社を移転[1]。
- 2017年（平成29年）2月1日  - JR北海道グループ企業のジェイ・アール道東トラベルサービスを吸収合併[2]。

## 本社組織
- 業務部
- 鉄道事業部
- 旅行事業部
- OS・人材事業部
- CS推進室
- 監査室

## 業務内容
- JR北海道（鉄道事業本部）管内の駅業務受託
- 旅行業代理業務
  - 国内・海外旅行商品販売及び各種旅行の手配
  - JR券、航空券、宿泊券等の販売、取次ぎ
- 広告代理業務
- 損害保険、自動車損害保険代理業務
- 駅周辺駐車場管理業務

### 旧北海道ジェイ・アール・トラベルサービスから継承の業務
- 労働者派遣業務（許可番号：般01-01-0082）
  - 事務機器操作、財務処理、受付案内等の人材派遣
  - 各種イベントスタッフの派遣
  - 添乗員、空港、駅送迎係員の派遣
- 各種営業サービス、事務処理サービスの請負業
- 各種教育、養成事業
- インバウンドサポート事業
  - 外国人向け宿泊ポータルサイト経営
  - 翻訳、通訳、言語サポート
- 旅行代理店業務（詳細は後述）。

### 旧ジェイ・アール道東トラベルサービスから継承の業務
- JR北海道釧路支社管内の駅業務受託
- 月極駐車場の管理・運営
- 観光列車（くしろ湿原ノロッコ号・流氷ノロッコ号・SL冬の湿原号）における車内販売
- 不動産の管理・賃貸
- 警備業
- 「そば処霧亭」の運営（釧路駅ステーションダイナー内）
  - 1986年（昭和61年）12月に釧路駅構内に国鉄直営店として開店し、その運営を継承していたが2021年（令和3年）2月28日に閉店[3]。

### 受託駅所 (33駅・9箇所)
- ★：記載の箇所・業務のみ受託

| 路線                  | 受託駅 |
| --------------------- | --- |
| 北海道新幹線          | 新函館北斗駅(★貫通確認・車椅子介助・お忘れ物センター・旅客案内誘導) |
| 函館本線              | 函館駅(★レールパスカウンター), 大沼公園駅, 南小樽駅, 小樽築港駅, 星置駅, 稲積公園駅, 発寒駅, 発寒中央駅, 琴似駅, 札幌駅(★東西自動券売機・お忘れ物センター), 厚別駅(★西口), 森林公園駅, 大麻駅, 野幌駅, 高砂駅, 幌向駅 |
| 千歳線                | 平和駅, 上野幌駅, 恵み野駅, 恵庭駅 |
| 札沼線 （学園都市線） | 八軒駅, 新川駅, 新琴似駅, 篠路駅, 拓北駅, あいの里教育大駅 |
| 室蘭本線              | 幌別駅, 白老駅 |
| 富良野線              | 上富良野駅, 美瑛駅 |
| 釧網本線              | 標茶駅 |
| 根室本線              | 十勝清水駅, 芽室駅, 帯広駅(★北改札), 札内駅, 幕別駅, 白糠駅 |

その他、乗車券管理センター、話せる券売機オペレーションセンターの業務も受託する。

### 旅行代理店舗
旧北海道ジェイ・アール・トラベルサービスから継承していた業務。すでに全店舗閉店している。
- トラベルサービス石狩店（イオンスーパーセンター石狩緑苑台店内）[4]
- トラベルサービス新川店（イトーヨーカドー新川店内） - 2013年（平成25年）3月28日閉店[5]。
- トラベルサービス三笠店（イオンスーパーセンター三笠店内）
- トラベルサービス恵み野店（イトーヨーカドー恵庭店内）
- トラベルサービス手稲山口店（イオンスーパーセンター手稲山口店内） - 2019年（令和元年）8月8日閉店。
- トラベルサービス元町店（イオン札幌元町ショッピングセンター内） - 2020年（令和2年）8月7日閉店[6]。
- トラベルサービス桑園店（イオン札幌桑園ショッピングセンター内） - 2020年（令和2年）9月16日閉店[7]。
- トラベルサービス発寒店（イオンモール札幌発寒内）- 2021年（令和3年）2月10日閉店[8]。
- トラベルサービスインターネット店（本社内） - 2015年（平成27年）3月31日閉店[9]。

## 独自活動
駅業務において顧客満足度（CS）向上を図る目的で、駅周辺地域で生活している顧客をモニターとして選び、接客応対等を評価してもらう五つ星ステーションと呼ばれる活動を実施している。これはフランスのタイヤメーカー・ミシュランのレッドガイドブックになぞらえられている。
また、駅の環境美化向上を目指すビューティフルステーション運動（BS運動）を推進している。

## その他
- 女性駅員の比率がJR北海道直轄の駅よりも高く、女性の副駅長もいる[要出典]。